# Wake (Dead Can Dance)
Pour les articles homonymes, voir Wake.
Albums de Dead Can Dance
1981-1998
(2001) Memento
(2005)
Wake est le titre d'un double album compilation de Dead Can Dance, sorti le 5 mai 2003 sous le numéro de catalogue DAD 2303CD chez 4AD.
Cette compilation fait suite au luxueux coffret en édition limitée 1981-1998 et en propose une version allégée et plus économique, en deux CD.
Le premier CD correspond à la période 1984-1990 et aux cinq premiers albums du groupe. Le deuxième CD correspond aux années 1993-1998 et aux trois derniers albums du groupe et comprend l'inédit The Lotus Eaters qui n'était disponible que sur le coffret 1981-1998.

## Titres

### CD 1
1. Frontier - (demo)
2. Anywhere Out Of The World
3. Enigma Of The Absolute
4. Carnival Of Light
5. In Power We Entrust The Love Advocated
6. Summoning Of The Muse
7. Windfall
8. In The Kingdom Of The Blind The One-Eyed Are Kings
9. The Host Of Seraphim
10. Bird
11. Cantara
12. Severance
13. Saltarello
14. Black Sun

### CD 2
1. Yulunga
2. The Carnival Is Over
3. The Lotus Eaters
4. Rakim
5. The Ubiquitous Mr. Lovegrove
6. Sanvean
7. Song Of The Nile
8. The Spider's Stratagem
9. I Can See Now
10. American Dreaming
11. Nierika
12. How Fortunate The Man With None